# Бернар Казньов
Бернар Казньов (на френски: Bernard Cazeneuve) е френски политик, министър-председател на Франция от 6 декември 2016 до 10 май 2017 г.

## Биография
Казньов е роден на 2 юни 1963 г. в Сенлис, Франция.